# 861

## Събития
- Михаил III и регентът Варда нахлуват в България